# Girancourt
Girancourt – miejscowość i gmina we Francji, w regionie Grand Est, w departamencie Wogezy.
Według danych na rok 1990 gminę zamieszkiwały 742 osoby, a gęstość zaludnienia wynosiła 42 osoby/km² (wśród 2335 gmin Lotaryngii Girancourt plasuje się na 463. miejscu pod względem liczby ludności, natomiast pod względem powierzchni na miejscu 245.).